# Farmaci broncocostrittori
Per farmaci broncocostrittori, si intendono l'insieme di principi attivi che hanno in comune il meccanismo di azione: riescono a causare un restringimento transitorio dell'albero bronchiale, causato dallo spasmo della muscolatura liscia dei bronchi.
La broncocostrizione è un effetto collaterale provocato da alcuni ACE-inibitori e betabloccanti, dell'acido acetilsalicilico e di altri antinfiammatori non steroidi.